# L'Opéra des loups
Albums de Bérurier Noir
Même pas mort Invisible
L’Opéra des loups est un album / DVD live de Bérurier Noir, réalisé par Stef Bloch sorti en 2005 sur FZM. Il retrace les quatre premiers concerts de reformation du groupe.

## Concerts
Le 4 décembre 2003, Bérurier Noir effectuait aux Rencontres Trans Musicales de Rennes son premier concert depuis les concerts d'adieu à l'Olympia en 1989. Plusieurs autres concerts suivirent, dont un aux Voûtes à Paris en soutien au Combat Syndicaliste/CNT (le 15 mai 2004), un à Québec (le 11 juillet 2004 — sous la pluie —) et un au festival de Dour en Belgique (le 18 juillet 2004).
Ce sont ces quatre concerts de la reformation de Bérurier Noir (le groupe préférant cependant parler de « déformation ») qui sont retranscrits dans L'Opéra des loups, réalisé par Stef Bloch.
Sur le DVD on retrouve des extraits de ces quatre concerts ainsi qu'un documentaire de vingt-six minutes sur le concert organisé à Québec (Territoire Libéré) et quelques bonus.
Le CD, Chants des meutes, est lui constitué de seize pistes. Bien que l'album soit composé dans l'essentiel des titres phares du groupe (Lobotomie, Vivre libre ou mourir, Porcherie, Salut à toi...), on y trouve quatre titres inédits : Le Cerf, le Druide et le Loup et Liberté (deux chansons que l'on retrouvera sur l'album Invisible sorti ensuite) ainsi que les morceaux instrumentaux Chat et SAT Free Dub.
Au regard de ce CD / DVD, on constate que le concert du groupe à Québec (qui s'est déroulé devant plus de 50 000 personnes) constitue la principale partie de L'Opéra des Loups : la moitié des titres live du DVD ont été enregistrés là-bas, le documentaire du DVD est consacré à ce même concert et douze des seize titres du CD en sont extraits.
En avril 2006 est sorti un 33 tours intitulé Chants des meutes (comme le CD audio de L'Opéra des loups) contenant les douze titres du CD enregistrés à Québec. Ce spectacle attira une forte affluence, due au fait que leur dernier spectacle au Québec datait de plus de dix ans.

## Liste des titres

### DVD
- Concert à Québec 
  1. Intro
  2. Lobotomie
  3. Petit agité
  4. Vivre libre ou mourir
  5. Noir les horreurs
  6. Le Renard
  7. Soleil Noir
  8. Le Cerf, le Druide et le Loup
  9. Vive le feu
  10. La Danseuse de l’Orient
  11. Bûcherons
  12. Hélène et le sang
  13. Porcherie
  14. SOS
  15. Camouflage
  16. Mineurs en danger
  17. Salut à toi
- Concert à Dour
  1. Noir les horreurs
  2. Scarabée
  3. Petit agité
  4. Vivre libre ou mourir
  5. S.O.S
  6. Ibrahim
  7. Chat
  8. Le Renard
  9. Mineurs en danger
- Concert à Paris 
  1. La Marmite à clous (best of mixé)
  2. CNT (On veut pas travailler !)
  3. Nomades (reprise de Ze6)
- Concert à Rennes 
  1. Intro
  2. Lobotomie
  3. Scarabée
  4. Vive le feu
  5. Liberté
  6. Soleil Noir
  7. Porcherie
- Territoire Libéré (documentaire sur le concert à Québec)
- Bonus

### CDChants des meutes
Tous les titres ont été enregistrés à Québec à l'exception de Scarabée, S.O.S, Chat (enregistrés à Dour) et Liberté (enregistré à Rennes).
1. Intro (1989-2004)
2. Lobotomie
3. Vivre libre ou mourir
4. Noir les horreurs
5. Le Renard
6. Le Cerf, le Druide et le Loup
7. Vive le feu
8. La Danseuse de l'Orient
9. Bûcherons
10. Porcherie
11. Scarabée
12. S.O.S
13. Chat
14. Liberté !
15. Salut à toi
16. S.A.T Free Dub